# Mekar Nauli
Mekar Nauli is een bestuurslaag in het regentschap Pematang Siantar van de provincie Noord-Sumatra, Indonesië. Mekar Nauli telt 3019 inwoners (volkstelling 2010).